# Кубейська волость
Кубейська волость — історична адміністративно-територіальна одиниця Аккерманського повіту Бессарабської губернії.
Станом на 1886 рік складалася з 8 поселень, 8 сільських громад. Населення — 14791 особа (7611 чоловічої статі та 7180 — жіночої), 872 дворових господарств.
|                     | Площа, десятин | У тому числі орної, дес. |
| ------------------- | -------------- | ------------------------ |
| Сільських громад    | 50402          | 33203                    |
| Приватної власності | —              | —                        |
| Казенної власності  | —              | —                        |
| Іншої власності     | 780            | 710                      |
| Загалом             | 51332          | 33973                    |

Поселення волості:
- Кубей — колонія болгар при річці Кайнак за 159 верст від повітового міста, 2567 осіб, 496 дворових господарств, православна церква, 2 школи, лікарня, поштова станція, 6 лавок, базари по п'ятницях.
- Болгарія — колонія болгар при річці Ялпуг, 681 особа, 155 дворових господарств, школа.
- Голиця (Карамарин) — колонія болгар при річці Катлабух, 1288 осіб, 204 дворових господарства, школа, 2 лавки.
- Кайраклія — колонія болгар при річці Сар'яр, 686 осіб, 124 дворових господарства, школа, 2 лавки.
- Калчева — колонія болгар при річці Алканія, 1470 осіб, 169 дворових господарства, молитовний будинок, школа, 2 лавки.
- Пандаклія — колонія болгар при річці Казань-Кулак, 2056 осіб, 310 дворових господарств, православна церкла, школа, 5 лавок.
- Тараклія — колонія болгар при річці Ялпуг, 3352 осіб, 530 дворових господарств, православна церкла, школа, 4 лавки.
- Татар-Копчак — колонія болгар при річці Сарвяуз, 2685 осіб, 420 дворових господарств, православна церкла, школа, 4 лавки.